# Бошко Буха (генерал)
Бошко Буха (Вировитица, 30. септембар 1959 — Београд, 10. јун 2002) је био генерал-мајор МУП-а Србије.

## Биографија
Рођен је 30. септембра 1959. године у Вировитици. Његов деда Раде Буха био је пореклом из Херцеговине, а у Славонију се доселио као колониста након Првог светског рата. Бошко је добио име по стрицу легендарном народном хероју Бошку Бухи, који је погинуо 1943. године са свега 17 година. Из поштовања према стрицу, генерал Буха је и свом сину дао име Бошко.
Факултет народне одбране завршио је у Загребу, а у Београд долази 1991. после избијања ратних сукоба у СР Хрватској и убрзо постаје начелник Одељења унутрашњих послова у Сопоту, код Београда. За команданта Полицијске бригаде СУП Београд постављен је 1998. године. Буха је око годину дана провео на Косову и Метохији, где је био и током НАТО бомбардовања Југославије 1999. године, и када је био и рањен.
Значајно је његово учешће у петооктобарским променама у Србији. Као командант полицијске бригаде СУП Београд Буха је добио задатак да уз примену силе прекине штрајк рудара у рударском басену „Колубара“. Штрајк рудара Колубаре је био један од кључних елемената успеха преврата. Буха добијени задатак није извршио, још је и успео да обмане своје претпостављене о правим размерама штрајка.
За начелника београдског МУП именован је 6. фебруара 2001. године. У чин генерал-мајора унапређен је 1. јуна 2001. године. У тренутку смрти обављао је функцију помоћника начелника Ресора јавне безбедности МУП Србије.
Убијен је 10. јуна 2002. у Новом Београду у својој 43. години. Званично полицијско саопштење гласило је:
| „ | У 2:40, на паркингу испред хотела 'Југославија', непознати извршилац, с више пројектила из аутоматског оружја, испаљених из непосредне близине, тешко је ранио помоћника начелника ресора Јавне безбедности МУП Србије, генерал-мајора Бошка Буху док је улазио у возило. Тешко рањен генерал је колима Хитне помоћи пребачен у Ургентни центар, где је подлегао повредама. | ” |

Сахрањен је у Алеји заслужних грађана на Новом гробљу у Београду.